# Heureux Quatuor
Heureux Quatuor est un tableau réalisé par le peintre français Henri Rousseau en 1902. Cette huile sur toile est une idylle naïve qui représente quatre personnages dans un milieu boisé : un homme torse nu jouant de la flûte, une femme et un enfant entièrement nus qui portent une guirlande de fleurs à côté de lui et enfin un grand chien blanc qui dresse la tête à leurs pieds. Cette peinture est aujourd'hui conservée au sein d'une collection privée.